# Caprimulginae
|  | Dieser Artikel wurde aufgrund von formalen oder inhaltlichen Mängeln in der Qualitätssicherung Biologie zur Verbesserung eingetragen. Dies geschieht, um die Qualität der Biologie-Artikel auf ein akzeptables Niveau zu bringen. Bitte hilf mit, diesen Artikel zu verbessern! Artikel, die nicht signifikant verbessert werden, können gegebenenfalls gelöscht werden. Lies dazu auch die näheren Informationen in den Mindestanforderungen an Biologie-Artikel. |

Die Unterfamilie der Typischen Nachtschwalben (Caprimulginae) gehört (zusammen mit der Unterfamilie Eurostopodinae) zur Familie der Nachtschwalben (Caprimulgidae).
Es handelt sich um mittelgroße Vögel mit langen Flügeln, kurzen Beinen und sehr kurzen Schnäbeln, die sich von fliegenden Insekten ernähren. Sie brüten gewöhnlich direkt auf dem Boden.
Ihr Gefieder trägt Tarnfarben ähnlich Rinde oder Blättern. Sie sind dämmerungs- oder nachtaktiv.
Derzeit erfolgt eine Unterteilung in 19 Gattungen (Genus) und 98 Species wie folgt:
- Antrostomus – (12 Arten)
- Eleothreptus – (2 Arten)
- Caprimulgus – (40 Arten, einschließlich der Ziegenmelker)
- Gactornis – Halsband-Nachtschwalbe
- Hydropsalis – (4 Arten)
- Macropsalis – Hakenschwanz-Nachtschwalbe
- Nyctiphrynus – (4 Arten)
- Nyctipolus – (2 Arten)
- Nyctidromus – (2 Arten)
- Phalaenoptilus – Winternachtschwalbe
- Setopagis – (4 Arten)
- Siphonorhis – (2 lebende Arten)
- Systellura – (2 Arten)
- Uropsalis (2 Arten)